# Динамический потолок
Динами́ческий потоло́к летательного аппарата — наибольшая высота полёта, которую можно достичь за счёт запаса кинетической энергии в неустановившемся подъёме и на которой ещё можно создать минимально необходимый для сохранения управляемости скоростной напор.
Для достижения динамического потолка летательный аппарат разгоняется до максимальной скорости на какой-либо высоте, меньшей, чем теоретический потолок, а затем выполняет манёвр с набором высоты (горку).
В этом случае за счёт того, что запасённая на горке кинетическая энергия суммируется с тягой двигателей можно достичь высот полёта, превышающих теоретический потолок.
Сколь-либо длительный полёт на высоте динамического потолка невозможен.

## Рекорды
- Для самолётов 37 650 м, Миг-25, 1977 год
- Для вертолётов 12 442 м, Sud-Aviation Lama, 1972 год